# Estrangulamento (artes marciais)
Estrangulamento nas artes marciais é a denominação geral de alguns grupos de técnicas de wrestling, judô (shime-waza) e de jiu-jitsu, tendo diversas formas de execução ou técnicas (a forma mais difundida entre as artes marciais é o estrangulamento por trás, com o braço envolvendo o pescoço, conhecido também como "hadaka-jime" no judô e "gravata" ou "mata-leão" no jiu-jitsu ).